# ولید باخشوین
ولید باخشوین (انگلیسی: Waleed Bakshween؛ زادهٔ ۱۲ نوامبر ۱۹۸۹) یک ورزشکار اهل عربستان سعودی است.
از باشگاه‌هایی که در آن بازی کرده‌است می‌توان به باشگاه فوتبال الاهلی عربستان سعودی و تیم ملی فوتبال عربستان سعودی اشاره کرد.او عضو باشگاه الوحده عربستان سعودی است .
وی همچنین در تیم ملی فوتبال عربستان سعودی بازی کرده‌است.